# Ja to ja
Ja to ja – jedyny singel polskiej grupy hip-hopowej Paktofonika. Wydawnictwo ukazało się 1 listopada 2000 roku nakładem wytwórni muzycznej Gigant Records. Piosenka tytułowa dotarła do 43. miejsca Listy Przebojów Programu Trzeciego Polskiego Radia.
Piosenka została wykorzystana w 2001 roku w reklamie lodów marki Algida. Zgody, bez wiedzy zespołu, na wykorzystanie „Ja to ja” w spocie udzielił właściciel wytwórni muzycznej Gigant Records – Gustaw Szepke. Ostatecznie strony doszły do porozumienia. W efekcie na płycie winylowej ukazał się materiał zatytułowany Jestem Bogiem (2001).

## Lista utworów
Opracowano na podstawie materiału źródłowego.
| # | Tytuł                                               | Producent          | Scratche  | Czas |
| - | --------------------------------------------------- | ------------------ | --------- | ---- |
| 1 | Fokus, Magik, Rahim - „Ja to ja” (gościnnie: Gutek) | Jajonasz           | DJ Bambus | 4:57 |
| 2 | Fokus, Magik, Rahim - „Priorytety"                  | Fokus, Mag Magik I | DJ Bambus | 5:10 |
| 3 | „Ja to ja” (Instrumental)                           | Jajonasz           | DJ Bambus | 4:57 |
| 4 | „Priorytety” (Instrumental)                         | Fokus, Mag Magik I | DJ Bambus | 5:05 |